# Zoo Tycoon 2: Endangered Species
Zoo Tycoon 2: Endangered Species er den første udvidelsespakke til Zoo Tycoon 2. Den giver spilleren 20 nye dyr, nogle af dem er sjældne, såsom caribou og koala, samt giver spilleren nyskabelser såsom himlen sporvogne, Jeepturer, forhøjet stier og flere nye kampagner og udfordringer.
| computerspil | Spire Denne computerspilsrelaterede artikel er en spire som bør udbygges. Du er velkommen til at hjælpe Wikipedia ved at udvide den. |